# Halieutaea
Halieutaea es un género de peces de la familia Ogcocephalidae.

## Descripción
Las especies del género cuentan con una cabeza aplanada, similar a un disco, con un contorno claramente redondeado. La esca presenta un lóbulo superior en forma de lengua y dos lóbulos inferiores casi unidos con cirros en el borde inferior. Presentan un apéndice negro similar a una lengua en la base del ilicio. El hocico no sobresale demasiado de la boca. Los dientes se disponen en parches con forma de paleta, separados entre sí, o en un único parche ovalado. No hay dientes en el paladar. Las escamas son tubérculos de diversos tamaños; los espacios entre ellas están cubiertos de espínulas. El tamaño de estos peces varía entre una longitud total máxima publicada de 10,2 cm (4,0 pulgadas) para H. retifera y 30 cm (12 pulgadas) para H. fitzsimonsi y H. stellata.

## Distribución y hábitat
Se encuentran en los océanos Índico y Pacífico occidental, desde la costa oriental de África hasta la Polinesia Francesa, al norte hasta Japón y al sur hasta Australia y el norte de Nueva Zelanda. Estos peces batidemersales se encuentran a profundidades entre 20 y 494 m (66 y 1621 pies).